# Маколл Гаркінс
Маколл Гаркінс (англ. Macall Harkins; нар. 5 лютого 1986) — колишня американська тенісистка.
Найвищу одиночну позицію світового рейтингу — 377 місце досягла 27 вересня, 2010, парну — 222 місце — 10 жовтня, 2011 року.
Здобула 3 одиночні та 9 парних титулів туру ITF.

## Фінали ITF
| Турніри $100,000 |
| Турніри $75,000  |
| Турніри $50,000  |
| Турніри $25,000  |
| Турніри $10,000  |

### Одиночний розряд: 3 (3 перемоги)
| Результат | Ранг | Дата            | Турнір                       | Покриття | Суперниця            | Рахунок  |
| --------- | ---- | --------------- | ---------------------------- | -------- | -------------------- | -------- |
| Перемога  | 1.   | 18 жовтня 2009  | ITF Мехіко, Мексика          | Тверде   | Паула Сабала         | 7–5, 6–4 |
| Перемога  | 2.   | 14 березня 2010 | ITF Метепек, Мексика         | Тверде   | Марія Фернанда Алвеш | 6–1, 6–3 |
| Перемога  | 3.   | 29 серпня 2010  | ITF Сан-Луїс-Потосі, Мексика | Тверде   | Sasha Khabibulina    | 6–1, 6–4 |

### Парний розряд: 15 (9–6)
| Результат | Ранг | Дата            | Турнір                       | Покриття | Партнерка          | Суперниці                            | Рахунок          |
| --------- | ---- | --------------- | ---------------------------- | -------- | ------------------ | ------------------------------------ | ---------------- |
| Поразка   | 1.   | 21 червня 2009  | ITF Браунсвілл, США          | Тверде   | Ester Goldfeld     | Саша Джонс Ешлі Вейнголд             | 3–6, 3–6         |
| Перемога  | 2.   | 27 червня 2009  | ITF Вічита, США              | Тверде   | Ester Goldfeld     | Sabrina Capannolo Елізабет Лампкін   | 7–6(7–5), 6–4    |
| Поразка   | 3.   | 24 квітня 2010  | ITF Поса-Ріка, Мексика       | Тверде   | Вівіан Сегніні     | Лорен Албанезе Джулія Коен           | 3–6, 6–7(6–8)    |
| Перемога  | 4.   | 29 серпня 2010  | ITF Сан-Луїс-Потосі, Мексика | Тверде   | Ніколь Роттманн    | Андреа Бенітес Надя Ечеверрія Алам   | 6–1, 6–4         |
| Поразка   | 5.   | 7 березня 2011  | ITF Ірапуато, Мексика        | Тверде   | Ніколь Роттманн    | Тімеа Бабош Джоанна Конта            | 3–6, 4–6         |
| Перемога  | 6.   | 27 березня 2011 | ITF Поса-Ріка, Мексика       | Тверде   | Ніколь Роттманн    | Тельяна Перейра Фернанда Ерменежилду | 6–2, 6–4         |
| Перемога  | 7.   | 31 травня 2011  | ITF Гілтон-Гед, США          | Тверде   | Аманда Макдавелл   | Вітні Джонс Александра Мюллер        | 6–3, 6–3         |
| Перемога  | 8.   | 14 травня 2012  | ITF Лендісвілл, США          | Тверде   | Сюй Цзеюй          | Габріела Дабровскі Александра Мюллер | 6–3, 6–4         |
| Перемога  | 9.   | 29 липня 2012   | ITF New Orleans, США         | Тверде   | Зое Гвен Скандаліс | Роксанн Еллісон Сьєрра Еллісон       | 7–5, 6–2         |
| Перемога  | 10.  | 5 серпня 2012   | ITF Форт-Верт, США           | Тверде   | Даєнн Голландс     | Анаміка Бгаргава Елізабет Ферріс     | 7–6(8–6), 6–4    |
| Поразка   | 11.  | 14 вересня 2012 | ITF Реддінг, США             | Тверде   | Сюй Цзеюй          | Жаклін Како Саназ Маранд             | 6–7(5–7), 5–7    |
| Поразка   | 12.  | 17 лютого 2013  | ITF Ранчо-Санта-Фе, США      | Тверде   | Анаміка Бгаргава   | Еллі Вілл Ейжа Мугаммад              | 1–6, 4–6         |
| Перемога  | 13.  | 18 березня 2013 | ITF Метепек, Мексика         | Тверде   | Ніколь Роттманн    | Марсела Сакаріас Лаура Пігоссі       | 6–3, 6–2         |
| Перемога  | 14.  | 10 червня 2013  | ITF Кінтана-Роо, Мексика     | Тверде   | Зое Гвен Скандаліс | Вікторія Босіо Монтсеррат Гонсалес   | 6–4, 3–6, [10–6] |
| Поразка   | 15.  | 25 травня 2014  | ITF Гілтон-Гед, США          | Тверде   | Лорен Албанезе     | Соня Молнар Кейтлін Горіскі          | 3–6, 4–6         |